# لويس مونيوث مارين
لويس مونيوث مارين (بالإنجليزية: Luis Muñoz Marín)‏ هو صحفي وشاعر وسياسي بورتوريكي، ولد في 18 فبراير 1898 في سان خوان في الولايات المتحدة، وتوفي بنفس المكان في 30 أبريل 1980 بسبب الأمراض الدماغية الوعائية. حزبياً، نشط في Popular Democratic Party (Puerto Rico) ‏. وقد انتخب President of the Senate of Puerto Rico ‏ (1941 – 1949) وانتخب حاكم بورتوريكو (2 يناير 1949 – 2 يناير 1965).

## روابط خارجية
- لويس مونيوث مارين على موقع الموسوعة البريطانية (الإنجليزية)
- لويس مونيوث مارين على موقع مونزينجر (الألمانية)